# Опівночі в Чорнобилі
Опівночі в Чорнобилі: Невимовна історія найбільшої у світі ядерної катастрофи або Чорнобиль. Історія катастрофи (англ. Midnight in Chernobyl: The Untold Story of the World's Greatest Nuclear Disaster) — книга британського журналіста, письменника Адама Гіггінботама, видана у 2019 році видавництвом Simon & Schuster. Розповідає про історію Чорнобильської катастрофи, яка сталася в Радянській Україні в 1986 році. Праця була відзначена медаллю Ендрю Карнегі за досконалість у науковій літературі в 2020 році. Гіґґінботам провів більше десяти років, проводячи інтерв'ю з очевидцями подій, вивчаючи документи, які стосувалися катастрофи, у тому числі ті, що були недавно розсекречені. Автор вважає власну роботу першою англомовною працею, яка є близькою до правди, тобто вільною від радянської пропаганди.

## Зміст
Книга розповідає про ядерну катастрофу — аварію на Чорнобильській атомній електростанції.
Історія починається з будівництва електростанції в 14 км від районного міста Чорнобиль, що розташований на правому березі річки Прип'ять, в Україні (на час описуваних подій — Українська РСР).
Далі автор розповідає про плани СРСР щодо будівництва атомних електростанцій, зупиняється на деталях та недоліках конструкцій ядерних реакторів в Радянському Союзі, зауважує на непоінформованість працівників атомних станцій про наявні недоліки реакторів.
Особлива увага також звертається на низьку якість будівництва, неналежний захист реакторів, порушення заходів безпеки, що в подальшому й призвело до катастрофи, яка сталася 26 квітня 1986 року о 01:25 внаслідок невдалого експерименту щодо роботи реактора при зниженні потужності. По хвилинах розписаний хід експерименту та подальші події від вибуху до спроб локалізувати аварію.
Окрема мова йде про приховування інформації радянським керівництвом, яке змушене було повідомити про подію лише тоді, коли радіаційні опади вже накрили значну частину Європи: Скандинавію, Польщу, Чехословаччину, Німеччину та південно-східну частину Франції.
Розповідь продовжується хронологією організації та здійснення комплексних заходів з ліквідації аварії, наводяться численні приклади як героїзму та самопожертви рядових ліквідаторів, так і розгубленості та некомпетентності з боку керівників всіх рівнів. Саме некомпетентність, спроби перекручування фактів, надання недостовірної інформації, питання політичного престижу й при цьому зневажливе ставлення до людей,  призвели до затягування часу, необхідного для евакуації районів, що виявилися в зоні радіоактивного ураження.
Наприкінці автор розповідає про особисті зустрічі з учасниками подій та їх подальшу долю.

## Відзнаки та нагороди
- 2019 — The New York Times Ten Best Books[4]
- 2019 — Краща нон-фікшн книга року за версією Kirkus Reviews[5]
- 2019 — Краща книга року за версією The Times Book Review[6]
- 2020 — Медаль Ендрю Карнегі за досконалість у науковій літературі[7][8][9][10]
- 2020 — Colby Award[en][11]